# Park Narodowy Kouchibouguac
Park Narodowy Kouchibougac (ang. Kouchibougac National Park, fr. Parc national Kouchibouguac) – park narodowy położony na wschodnim wybrzeżu prowincji Nowy Brunszwik w Kanadzie. Park został utworzony w 1969 na powierzchni 269 km². W parku można zobaczyć wydmy, laguny. 
Nazwa parku pochodzi od rzeki Kouchibouguac. W języku Mikmaków nazwa rzeki oznacza rzeka długich fal.

## Fauna
Na terenie Parku Narodowego Kouchibougac występuje wiele gatunków zwierząt, wśród których można wymienić: sieweczkę, foki.

## Turystyka
- pływanie
- jazda na rowerze
- turystykę piesza

Kellys Beach, położona na wydmie, jest jedną z największych atrakcji parku. Znajduje się tam wiele szlaków turystycznych, rowerowych, dwa kempingi oraz przystań żeglarska.